# El filandón
El filandón s una pel·lícula espanyola dirigida per José María Martín Sarmiento (també conegut com Chema Sarmiento) l'any 1984. Va participar en la secció de Nous realitzadors del Festival Internacional de Cinema de Sant Sebastià 1984.
S'hi relaten quatre històries diferents que són contades dins de la història principal, la qual consisteix en una reunió per a realitzar un filandón que s'ha de celebrar, seguint una antiga llegenda, a Fasgar (província de Lleó), en una ermita en el naixement del riu Boeza on antany va esdevenir un succés llegendari.
Els personatges, interpretant-se a si mateixos, i que conten les diferents històries, són: Luis Mateo Díez, que narra Los grajos del sochantre, Pedro Trapiello narra Láncara, Antonio Pereira Las peras de dios, José María Merino El desertor i Julio Llamazares Retrato de bañista.
El 2006, la Fundación Villalar va restaurar i reeditar en DVD la cinta.